# Les Temps nouveaux (journal)
Pour les articles homonymes, voir Les Temps nouveaux.
Les Temps nouveaux est un journal anarchiste français fondé en 1895 par Jean Grave et disparu en 1921. Il fait suite aux journaux Le Révolté et La Révolte.
Au moment de son interruption en août 1914, le titre totalise 982 numéros ainsi que deux numéros spéciaux.
Les Temps nouveaux publient également 72 brochures tirées à 10 000 exemplaires,.
La plupart des animateurs du journal, jusqu'alors pacifistes, se rallièrent au parti des Alliés lors de la Première Guerre mondiale, notamment à travers le Manifeste des Seize et la parution en mai 1916 de bulletins favorables à l’Union sacrée.

## Histoire

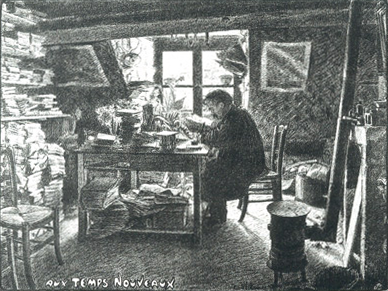
Jean Grave dans les bureaux de la rédaction des Temps Nouveaux, par Jules Hénault.

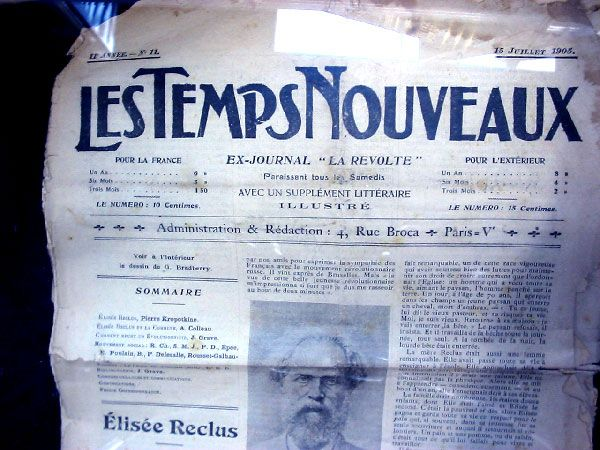
Les Temps nouveaux du 15 juillet 1905 annoncent la mort d'Élisée Reclus.

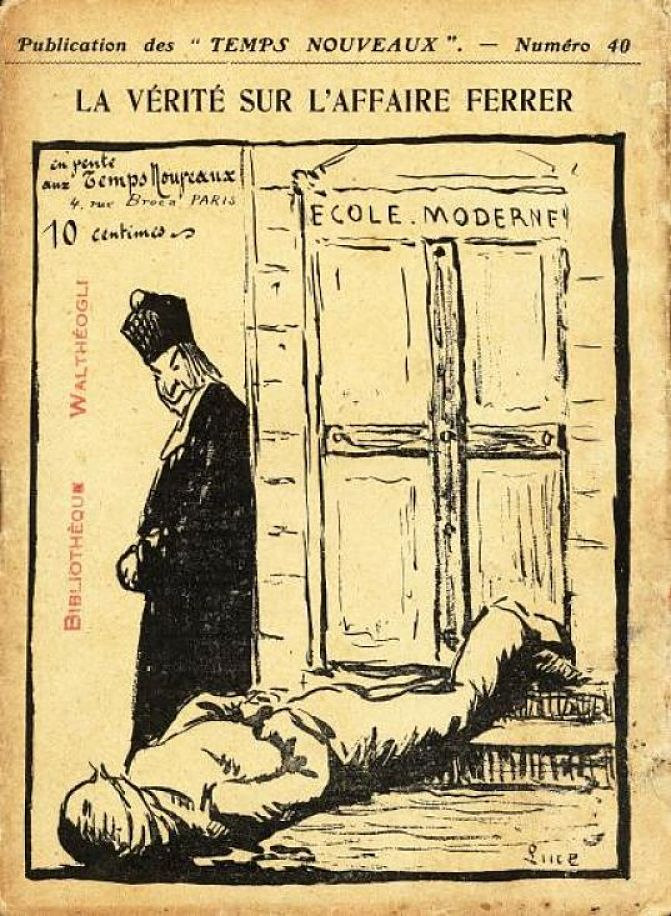
« La vérité sur l'affaire Ferrer », Les Temps nouveaux, dessin Maximilien Luce, 1910.

### Première époque (1895-1914)
Dans le contexte de l'après Procès des Trente, le premier numéro du journal Les Temps nouveaux parait le 4 mai 1895. Le siège parisien est situé au 140 rue Mouffetard. D'abord sur 4 pages puis, à partir de février 1904, sur huit pages avec un supplément littéraire. Le journal rencontrant des difficultés financières, sa parution devient bimensuelle de mai 1909 à janvier 1911, avant de redevenir hebdomadaire jusqu'à son dernier numéro, daté du 1er août 1914. Le dernier siège est au 4 rue Broca.
Les Temps nouveaux fait suite aux journaux Le Révolté et La Révolte. Ses débuts sont modestes, avec un budget au lancement d'environ 1 000 francs répartis ainsi : 300 francs envoyés par un camarade de Buenos Aires, 400 francs représentant les droits d'auteur de Jean Grave sur son livre La Société mourante et l'anarchie et quelques centaines de francs récoltés par les compagnons. Contrairement à l'usage dans la presse anarchiste de l'époque, les articles sont désormais signés afin « que chacun n'eût la responsabilité que de ce qu'il avait écrit ».
Le premier numéro est tiré à 18 000 exemplaires. Ses débuts sont encourageants mais dès le numéro 29, son tirage tombe à 12 000 puis à 8 000 quelque temps après, avant de se stabiliser autour des 7 000 exemplaires. La situation financière du journal devient alors préoccupante. Le journal ne put survivre, pendant vingt ans, que grâce à la ténacité de Jean Grave et de multiples expédients[Lesquels ?].
En vingt années, les collaborateurs du journal furent nombreux, certain seulement passager. Au côté de Jean Grave, Élisée Reclus ou Pierre Kropotkine, collaborèrent William Barbotin, Édouard Couturier, Paul Delesalle, René de Marmande, Warlaam Tcherkesoff, André Girard, les docteurs Marc Pierrot, Max Clair et Michel Petit, Charles Desplanques, Pierre Monatte ou encore Amédée Dunois. La liste des collaborateurs donnée dans le premier numéro comporte également les noms suivants : Paul Adam, Jean Ajalbert, Charles-Albert, Victor Barrucand, René Chaughi, Lucien Descaves, Oswald Heidbrinck, Jean-Charles Fortuné Henry, Théodore Jean, Bernard Lazare, Pierre Kropotkine, Octave Mirbeau, Félix Nadar, Élie Reclus, Adolphe Retté, Marc Stéphane,, Henri Rainaldy.

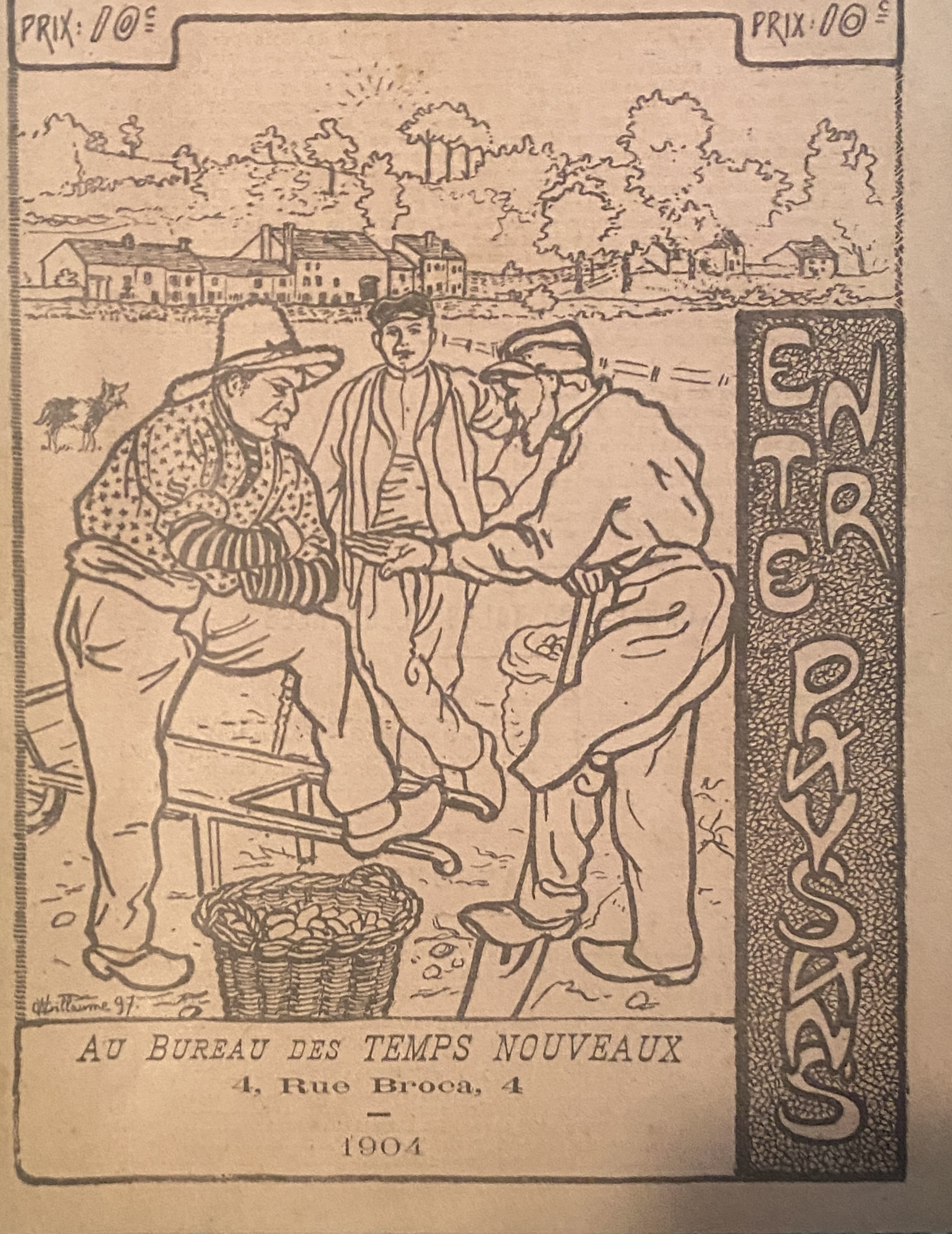
Entre paysans -1904- Les temps nouveaux.

Titres et rubriques étaient illustrés par Auguste Roubille, Hermann-Paul, Théophile Alexandre Steinlen, Maximilien Luce, Félix Vallotton, Paul Signac, Camille Pissarro, Ludovic-Rodo Pissarro, Charles Angrand, et à partir de juillet 1904 par Jules Grandjouan.

### Temps nouveaux - Bulletin (1916-1919)
De 1916 à 1919, Jean Grave publie le « Bulletin des Temps nouveaux » qui prolonge le Manifeste des Seize qui rassemble des personnalités du mouvement libertaire, qui prennent parti pour le camp des Alliés et contre l’« agression allemande » lors de la Première Guerre mondiale. Parmi les auteurs : Christiaan Cornelissen, Pierre Kropotkine, Charles-Ange Laisant, Maximilien Luce, Charles Malato, Paul Reclus, Varlam Tcherkezichvili, Émile Verhaeren.

### Seconde époque (1919-1921)
Après la Première Guerre mondiale, la revue reparait, se voulant la continuatrice des Temps Nouveaux d’avant-guerre. Son comité de rédaction était composé de Jean Grave, Warlaam Tcherkesoff, Jean Wintsch, Christiaan Cornelissen, Émilio Costa, Jules Moineau, Marie Isidine, Charles Malato, Paul Reclus, J. Zielinski, Auguste Bertrand, Cleuet, Le Levé, Marc Pierrot, Charles-Ange Laisant, Charles Desplanques, Paul Gille, P. Richard, A. Depré, Jacques Reclus et Jacques Guérin.
Tous les membres de cette rédaction avaient été signataires ou co-signataires du « Manifeste des Seize », une partie assez importante de la revue étant consacré à justifier leur attitude pendant la guerre.
Au bout de 24 numéros la revue disparait, sans doute faute de fonds suffisant. La plupart des membres de la rédaction se retrouveront dans Plus Loin, animé par Marc Pierrot.

## Brochures et tirés à part
Par ordre chronologique :
- Elisée Reclus, L'anarchie, Paris, Les Temps nouveaux, 1896 [lire en ligne]
- Errico Malatesta, Entre paysans, Paris, Les Temps nouveaux, 1897 [lire en ligne]
- André Girard, Education et autorité paternelle, Paris, Les Temps nouveaux, 1897, [lire en ligne].
- Georges Etiévant, Déclarations / de G. Etievant, Paris, Les Temps nouveaux, 1898 [lire en ligne]
- Joseph Déjacque, L'humanisphère, Paris, Les Temps nouveaux, 1899 [lire en ligne]
- Elisée Reclus, A mon frère le paysan, Paris, Les Temps nouveaux, 1899 [lire en ligne]
- Ferdinand Domela Nieuwenhuis, L'éducation libertaire : conférence, Paris, Les Temps nouveaux, 1900 [lire en ligne]
- Charles-Albert, Aux anarchistes qui s'ignorent, Paris, Les Temps nouveaux, 1901, notice BNF
- Ferdinand Domela Nieuwenhuis, Le militarisme et l'attitude des anarchistes et socialistes révolutionnaires devant la guerre, Paris, Les Temps nouveaux, 1901 [lire en ligne]
- Léonard, L'élection du maire de la commune par le nouveau conseil municipal : farce électorale, Paris, Les Temps nouveaux, 1902 [lire en ligne]
- Léonard, Le tréteau électoral : farce politique et sociale contre tous les candidats, Paris, Les Temps nouveaux, 1902 [lire en ligne]
- Pierre Kropotkine, Communisme et anarchie, Paris, Les Temps nouveaux, 1903 [lire en ligne]
- Michel Petit, Le nourrisson, Paris, Les Temps nouveaux, 1911 [lire en ligne]
- Louis Blanc, Quelques vérités économiques, Paris, Les Temps nouveaux, 1912 [lire en ligne]
- René Chaughi, Les trois complices, Paris, Les Temps nouveaux, 1912 [lire en ligne]
- Pierre Kropotkine, La guerre, Paris, Les Temps nouveaux, 1912 [lire en ligne]
- Pierre-Joseph Proudhon, La royauté du peuple souverain, Paris, Les Temps nouveaux, 1912 [lire en ligne]
- Pierre Kropotkine, La loi et l'autorité, Paris, Les Temps nouveaux, 1913 [lire en ligne]
- Pierre Kropotkine, Le principe anarchiste, Paris, Les Temps nouveaux, 1913 [lire en ligne]

## Album de lithographies

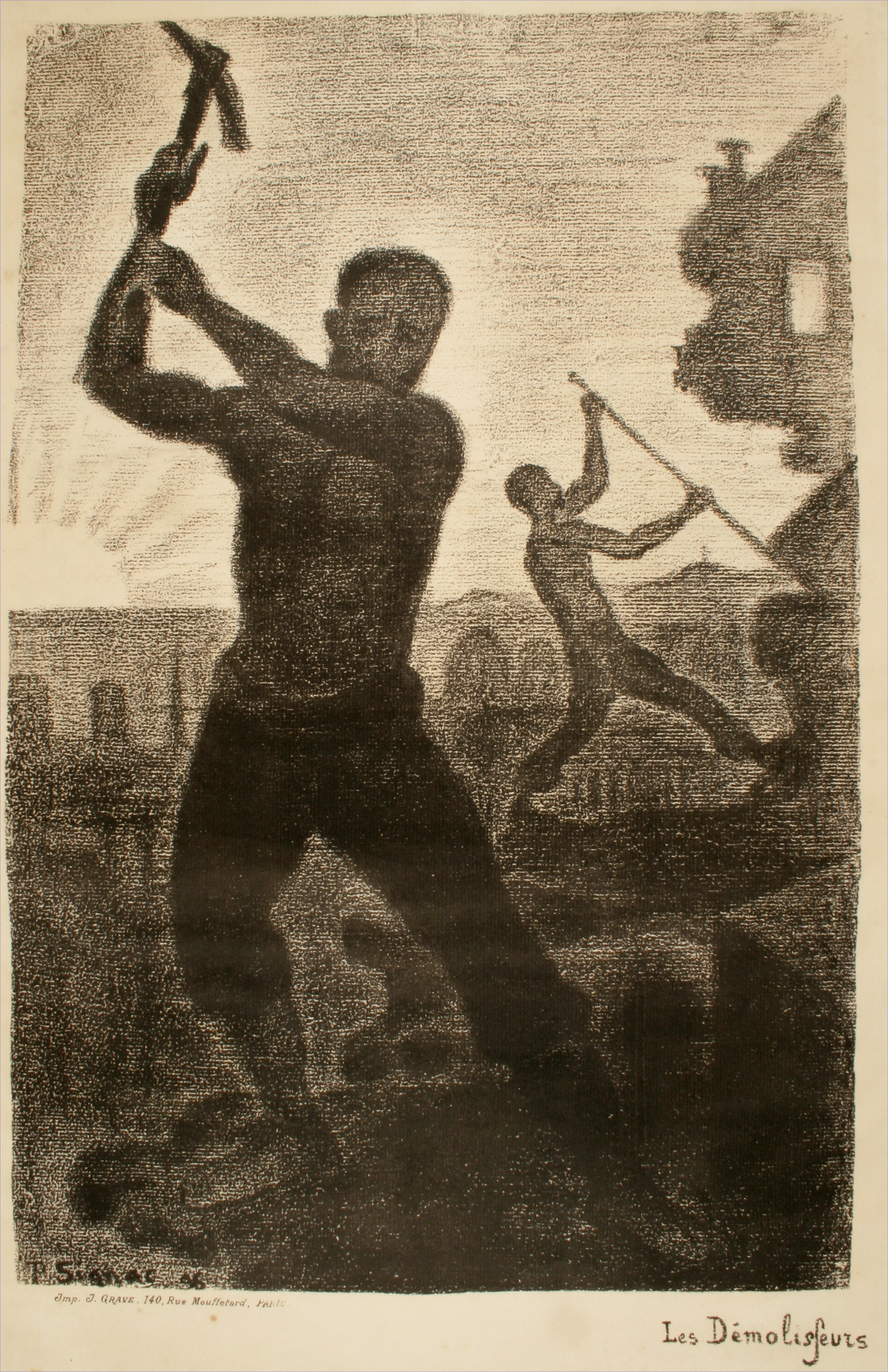
Les démolisseurs, signée Paul Signac, éditée le 29 septembre 1896.

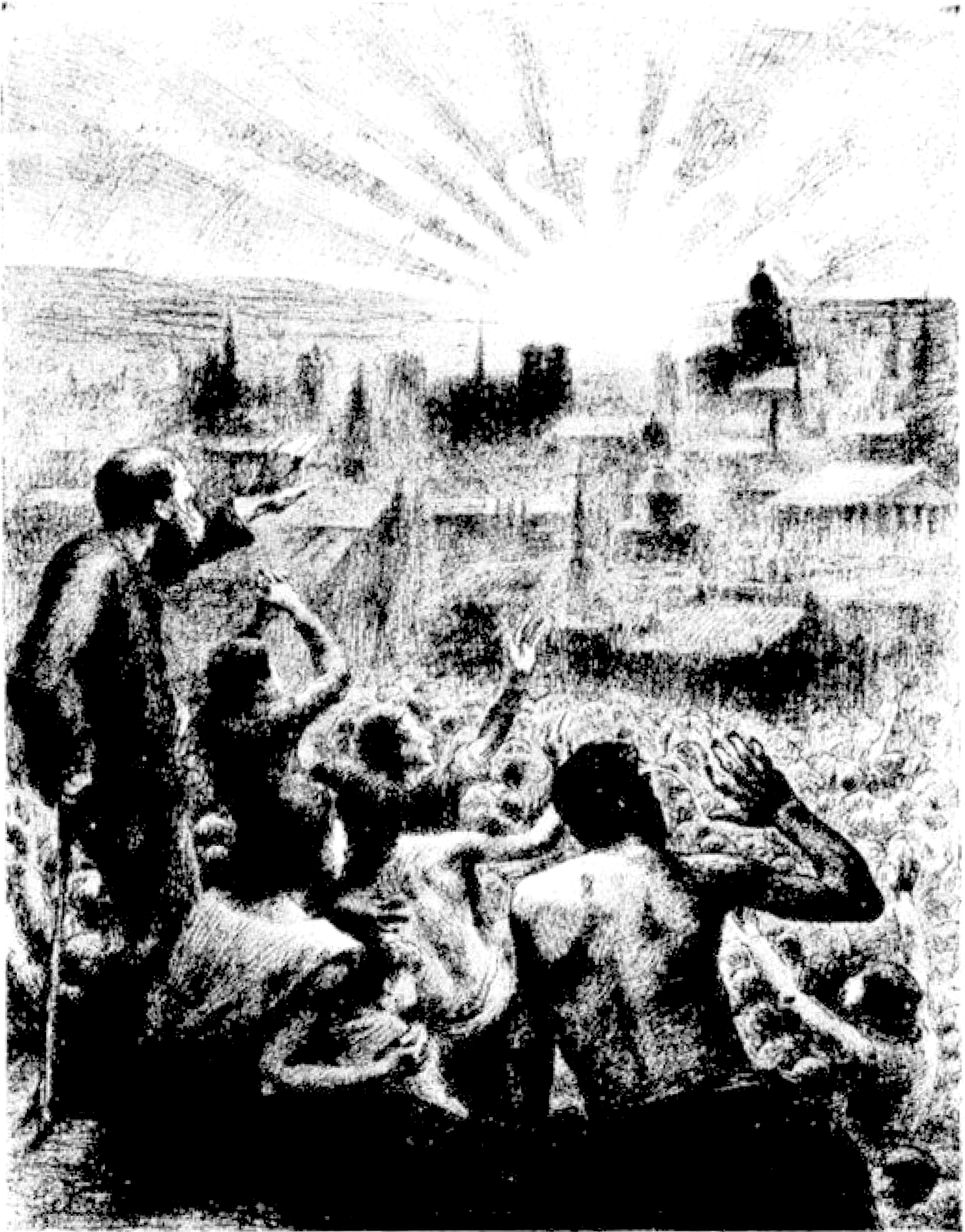
L'Aube, signée Jehannet, éditée le 28 novembre 1896.

Entre avril 1896 et janvier 1903, trente lithographies et une gravure sur bois originales, en noir, sont tirées par Les Temps nouveaux, imprimées chez Tailliardat, avec un tirage moyen de 150 exemplaires sur papier Hollande au prix de vente de 1,25 franc (3,25 francs sur papier Chine). Jean Grave souhaitait proposer à ses lecteurs des images artistiques de haute tenue, et avait consulté William Morris (mort en 1896), en vue d'une couverture à ce qu'il envisageait déjà comme un album. Le choix des artistes doit beaucoup à Félix Fénéon. Durant l'année 1896, cinq lithographies sont proposées à la vente via un encart dans le journal et connaissent le succès, au point que le tirage unitaire passe à 250. L'ensemble sera finalement réuni en album en février 1903 seulement, et proposé à la vente, avec un frontispice lithographié d'Auguste Roubille. Sur ce, dix-huit images sont reproduites en carte postale en 1904, imprimées chez Berger. Par ailleurs, des lithographies en couleurs sont éditées comme suppléments à la revue réunie en volumes et intitulées Les Temps nouveaux, dont celle de Steinlen, Luce, C. Pissarro, Lebasque, et Wuillaume.
1. L'Incendiaire, Maximilien Luce, 25 avril 1896.
2. Porteuse de fagots, Camille Pissarro, 6 juin 1896.
3. L'Errant, Henri-Edmond Cross [signée X], 8 août 1896.
4. Le[s] Démolisseur[s], Paul Signac, 29 septembre 1896.
5. L'Aube, Jehannet, 28 novembre 1896.
6. L'Aurore, Georges Wuillaume, 12 décembre 1896.
7. Les Errants, Theo van Rysselberghe, 6 février 1897.
8. L'Homme mourant, Lucien Pissarro, 5 juin 1897.
9. Les sans-gites, Camille Pissarro, 2 avril 1898.
10. Sa Majesté la famine, Maximilien Luce, 22 mai 1898.
11. On ne marche pas sur l'herbe, Hermann Paul, 28 juillet 1898.
12. La Vérité au conseil de guerre, Maximilien Luce, 22 octobre 1898.
13. Mineurs belges, Constantin Meunier, 10 décembre 1898.
14. La Guerre, Charles Maurin, 1er avril 1899.
15. Ah ! les sales corbeaux, Jules Hénault, 24 juin 1899.
16. Capitalisme, Comin'Ache [H. Comin], 2 septembre 1899.
17. Épouvantails, L. Chevalier, 16 septembre 1899.
18. L'Éducation chrétienne, Auguste Roubille, 25 novembre 1899.
19. Souteneurs sociaux, Aristide Delannoy, 3 février 1900.
20. Provocation, Henri Lebasque, 16 juin 1900.
21. La Débâcle, Félix Vallotton, 17 novembre 1900 [bois gravé par Berger].
22. Le Dernier Gîte du trimardeur, Émile Daumont, 17 novembre 1900.
23. L'Assassiné, L.-C. Dissy, 9 mars 1901.
24. Le Calvaire du mineur, Édouard Couturier, mai 1901.
25. Les défricheurs, Charles-Jean Agard, 10 août 1901.
26. Ceux qui mangent le pain noir, Henri Lebasque, 10 août 1901.
27. Les Bienheureux, Oswald Heidbrinck, 26 octobre 1901.
28. La Jeune Proie, Lechard [?], 22 décembre 1901.
29. Le Missionnaire, G. Wuillaume, 15 mars 1902.
30. La Libératrice, Steinlen, 22 novembre 1902.